# Фан Фан
Ван Фан (спрощ.: 汪芳), відома під псевдонімом Фан Фан (спрощ.: 方方, нар. 11 травня 1955, Нанкін) — китайська письменниця, відома своїми літературними зображеннями бідних робітників. У 2010 році вона отримала літературну премію Лу Сіня. Вона народилася в Нанкіні, у 1978 році закінчила Уханський університет, де вивчала китайську мову. У 1975 році Фан почала писати вірші, а в 1982 році вийшов її перший роман. Відтоді Фан написала кілька романів, деякі з яких були відзначені китайськими національними літературними преміями. Фан привернула міжнародну увагу своєю книгою «Уханський щоденник», в якому задокументувала ранні стадії епідемії COVID-19 у Китаї, і використала свою платформу, щоб закликати припинити інтернет-цензуру в Китаї.

## Уханський щоденник
Під час карантину в Хубеї 2020 року Фан Фан використовувала соціальні мережі, щоб поділитися своїм «Уханським щоденником» (спрощ.: 武汉日记), щоденним описом життя в закритому місті Ухань. На додаток до її власних записів, у книзі використано анонімні інтерв'ю з іншими людьми в місті. Цей твір привернув увагу світової громадськості. У країнах Заходу твір Фанг Фанг був зустрінутий майже одностайно позитивно. Видавець китайської письменниці «HarperCollins» зазначає, що її твір є проявом сміливості викрити соціальну несправедливість, корупцію та соціально-політичні проблеми, які завадили боротися з епідемією.

## Критика
Фан Фан — член Спілки письменників Китаю та колишня голова офіційної структури Асоціації письменників Хубея — вважалася «політично надійною фігурою». Однак її щоденникові записи, які були опубліковані на Weibo під час карантину в Хубеї 2020 року, спричинили різку критику та глузування з боку китайських користувачів мережі. Одним із критиків Фан Фан є Чжан Болі — лікар традиційної китайської медицини, який провів 82 дні, безпосередньо займаючись боротьбою з поширенням хвороби в Ухані. Чжан розкритикував тих, хто висловлював «спотворені цінності», у тому числі Фан Фан, у своїй онлайн-промові 12 травня 2020 року про загальнонаціональну боротьбу з хворобою. Потім Фан Фан зв'язалася з Чжаном на Weibo, щоб вибачитися, що викликало бурхливі дебати на платформі соціальних мереж. Користувачі мережі стверджували, що Фан Фан, яка жила на її віллі та публікувала свій щоденник в Інтернеті, не користується таким авторитетом, як Чжан, який був лікарем, який безпосередньо надавав допомогу хворим коронавірусною хворобою.
У «Щоденнику Уханя», а також в інших творах, Фан Фан постійно наполягає на тому, що її щоденник жодним чином не спрямований проти китайського уряду. В інтерв'ю для Caixin вона наголошувала, що «між мною та країною немає напруженості, і моя книга лише допоможе країні», і що її «щоденник жодним чином не розповідає про так звані негативні речі в Китаї чи навмисне передавала нещастя, неправильно інтерпретоване екстремістами. Вони виривають це з контексту».
У Китаї Фан Фан зіткнулася з критикою, оскільки користувачі соціальних мереж, таких як Weibo, назвали її брехлійкою та «зрадницею» через побачену в творі критику китайського уряду. Однак вона продовжує писати, незважаючи на те, що деякі її твори були заблоковані для публікації.

## Нагороди
Фан Фан була у списку 100 жінок BBC, оголошеному 23 листопада 2020 року.